# Orson West
Orson West és una pel·lícula espanyola del 2012 dirigida per Fran Ruvira, amb un argument basat en el fet que Orson Welles havia intentat rodar un western, The Survivors, a Alacant 50 anys abans. Fou produïda per Canónigo Films i Dacsa Produccions, en coproducció amb Black Flag Cinema i la col·laboració de TV3, ICAA, ICIC i ICF. Ha estat doblada al català.

## Sinopsi
Un equip de cinema arriba a un poble de la serra del Carxe, a la frontera entre la província d'Alacant i la regió de Múrcia per a rodar un western de baix pressupost, cosa que canviarà la rutina dels habitants de la zona, especialment en el cas d'un grup de nens. A més, el rodatge suposa la tornada a la seva terra natal de Sonia, que després de molts anys d'absència, acudeix al seu poble per a protagonitzar la pel·lícula enmig d'un paisatge que li rememora històries del passat fins i tot sense tancar. Aquesta no és la primera vegada, però que el cinema arriba a la zona, ja que Orson Welles va intentar rodar un altre western allí. El director aprofita aleshores per a fer la història d'una pel·lícula fantasma reivindicant l'inacabat com a forma d'expressió. La pel·lícula fou dedicada a Joaquim Jordà i Català.

## Repartiment
- Sonia Almarcha	...	Sònia
- Frank Feys	...	Frank
- Jorge-Yamam Serrano	...	Jorge
- Montserrat Carulla	...	Actriu teatre
- Xavier Monzó	...	Xavier
- Josep Manuel Gil	...	Pep

## Nominacions
Sonia Almarcha fou nominada al Premi Unión de Actores a la millor actriu protagonista de cinema i el compositor Marc Vaíllo fou nominat al Premi Gaudí a la millor música original.